# El gran juego de la oca
El gran juego de la oca va ser un programa-concurso de televisió emès des de Madrid, Espanya, des de 1993 a 1995, en 2 temporades, en Antena 3, i una altra vegada en 1998 com El nuevo juego de la oca a Telecinco. El programa es va originar a Itàlia com Il Grande Gioco Dell'Oca, creat por Jocelyn Hattab. El concurs està basat en el clàssic joc de tauler, El joc de l'oca.

## Origen
Sobre El joc de l'oca no se sap amb certesa l'any i el lloc de la seva invenció, s'ha anat transmetent de generació en generació fins al dia d'avui. La mecànica és molt senzilla - dues o més jugadors tiren un dau (o dos en unes versions) i tracten d'avançar per un tauler de 63 caselles fins a arribar al final. El primer que arribi gana, però per a donar-li més emoció hi ha diverses caselles que fan avançar, retrocedir o perdre torns durant el recorregut. L'exemple més simbòlic d'aquesta regla són les dotze caselles "oca" que hi ha repartides. Quan un concursant cau en una d'aquestes caselles, avança fins a la següent casella "oca" i torna a tirar els daus dient la frase "d'oca a oca i llenço perquè em toca".

## Estructura del programa
La mecànica del programa era molt senzilla. El plató era un tauler gegantesc de 63 caselles en el qual cada setmana participaven quatre concursants, dos homes i dues dones (diferenciats pels colors vermell, blau, verd i groc, jugant sempre sota aquest ordre encara que sense un ús específic dels colors per als homes i dones). Cada concursant començava a jugar amb 100.000 pessetes (600 euros) i per cada casella que avançava en tirar els daus, dos daus de l'1 al 6, guanyava 10.000 pessetes (aproximadament 60 euros). A cada casella hi havia una prova, en la qual el concursant apostava part dels diners que tenia acumulat. Si superava la prova, doblava l'apostat, i si no la superava, ho perdia.
El primer dels quatre concursants que aconseguia arribar al final de recorregut (casella 63) era el guanyador i s'emportava tots els diners acumulats, i durant uns programes a més dels diners s'atorgava al guanyador un viatge tot pagat. En algunes ocasions, quan el temps del programa s'estava acabant sense haver-hi un guanyador, es jugava la "tirada ràpida", que consistia a llançar els daus i continuar avançant sense fer les proves de les caselles, ja que el temps d'enregistrament del programa estava limitat. Fins i tot, a partir de la 2n temporada, per a guanyar no feia falta arribar a la casella 63 i, després d'un torn de tirada ràpida, guanyava el que es quedés més prop d'aquesta casella.
En la primera temporada, el guanyador s'enfrontava a una prova final (la "reoca") en la qual el concursant participava per a emportar-se un cotxe. Al final de cada programa, al concursant guanyador se li atorgava un sobre que contenia la prova, que no era revelada per al públic sinó fins al següent programa. Aquesta prova es realitzava al llarg de la setmana següent al programa, fora de l'estudi de televisió. Al principi del programa de la setmana següent, es mostrava un vídeo resumeixen de tota la prova i es feia lliurament de l'automòbil en cas d'haver-la superat. Les proves de la "reoca" tenien diferents graus de dificultat i consistien des d'aconseguir que famosos fessin alguna cosa pels concursants o aconseguir l'objectiu amb la cooperació de la ciutadania quan s'havia de reunir milers de persones en un lloc concret per a fer alguna cosa (com ballar, besar-se en parelles o anar disfressats d'alguna cosa, per exemple). Totes les reoques van ser superades excepte una: Tatu (la guanyadora del programa 18), qui va ser l'única que no va aconseguir superar la seva prova després de no poder reunir 600 automòbils del model 'Sis-cents' a Montmeló.

## Vestuari
Emilio Aragón Álvarez es presentava a dirigir el programa sempre vestint un esmòquing negre amb corbatí del mateix color i camisa blanca i usant sempre unes sabates tennis de color blanc. Les presentadores no tenien un codi de vestit indicat, el mateix podien usar uns pantalons que un vestit o minifaldilla. Un grup d'animadors vestien com si fossin a la platja, usant vestits de bany d'una i dues peces. Les "oquettes" iniciaven la transmissió usant un vestit de dues peces tipus biquini amb alguns adorns extres, el qual canviaven durant el segment "El mirador de les Oquettes", on interpretaven una peça de ball. La resta de l'elenc usava una granota de treball de diferents colors, exceptuant els lluitadors, que usaven vestit de bany.